# Girolamo Della Porta
Girolamo Della Porta (né le 14 novembre 1746 à Gubbio et mort le 5 septembre 1812 à Florence) est un cardinal italien du XIXe siècle.

## Biographie
Girolamo Della Pörta exerce diverses fonctions au sein de la Curie romaine, notamment au sein de la "Congrégation de la bonne gouvernance" et de la Chambre apostolique. Le pape Pie VII le crée cardinal lors du consistoire du 23 février 1801. Le cardinal Della Porta est préfet de la "Congrégation de la bonne gouvernance" de 1803 à 1809. Il est forcé de quitter Rome en  1810.

### Source
- Fiche du cardinal sur le site de la FIU